# コペルニクス科学センター

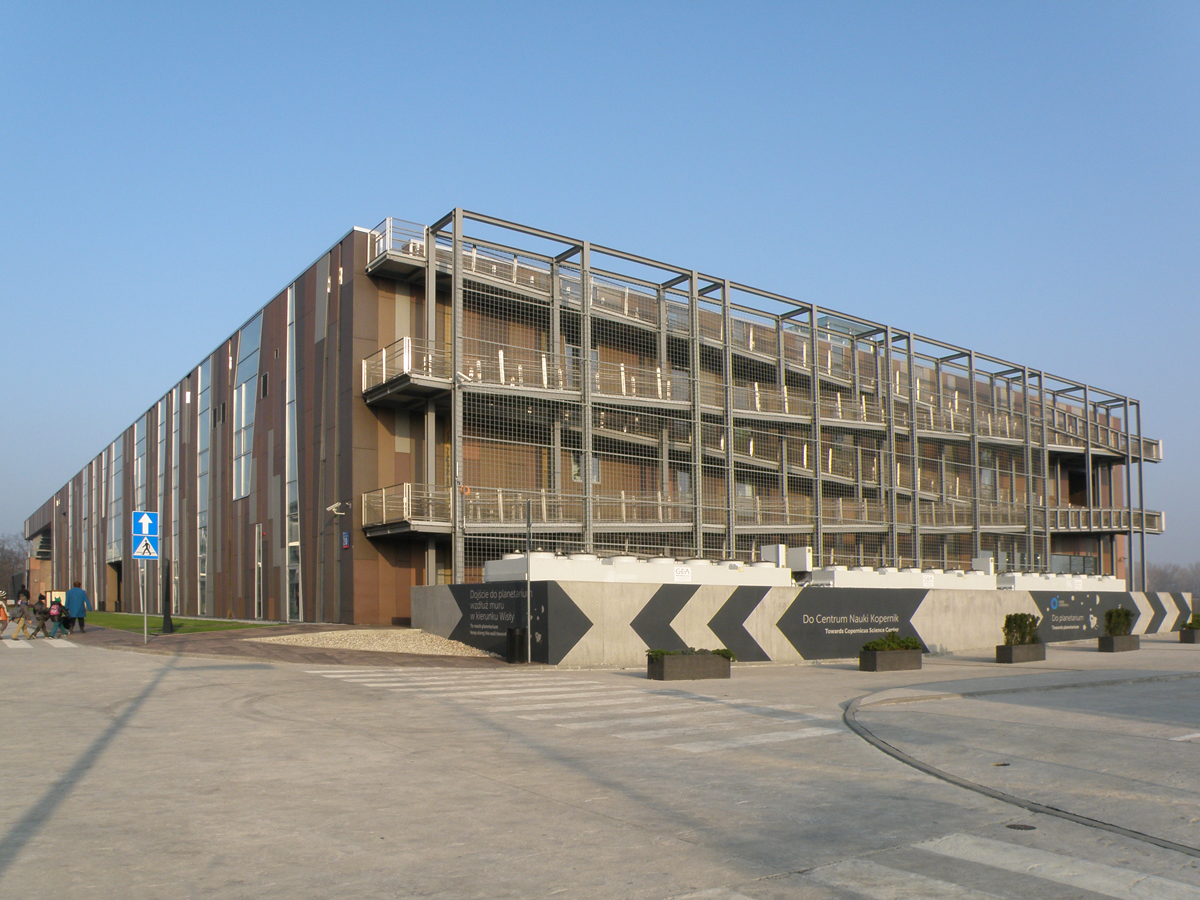
コペルニクス科学センター

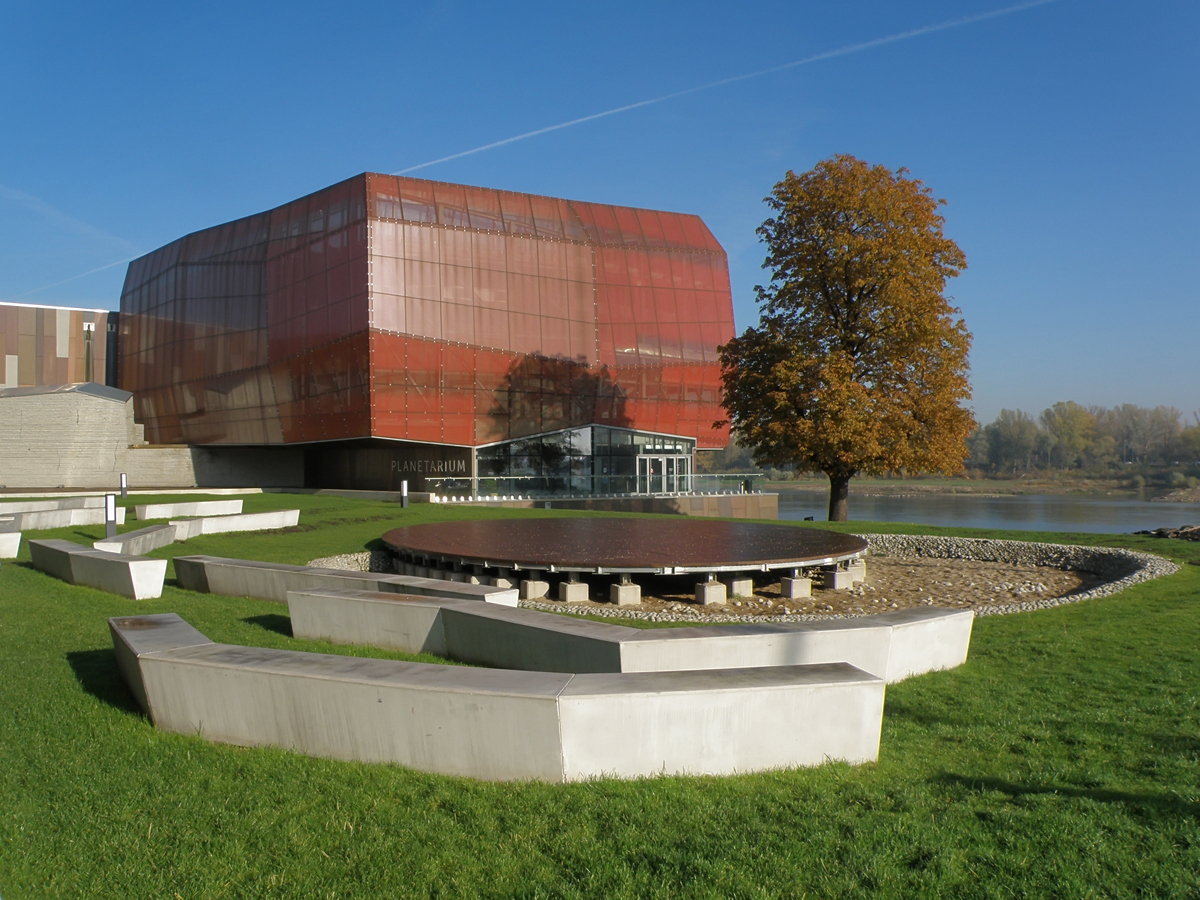
プラネタリウム、ザ・ヘヴンズ・オブ・コペルニクス

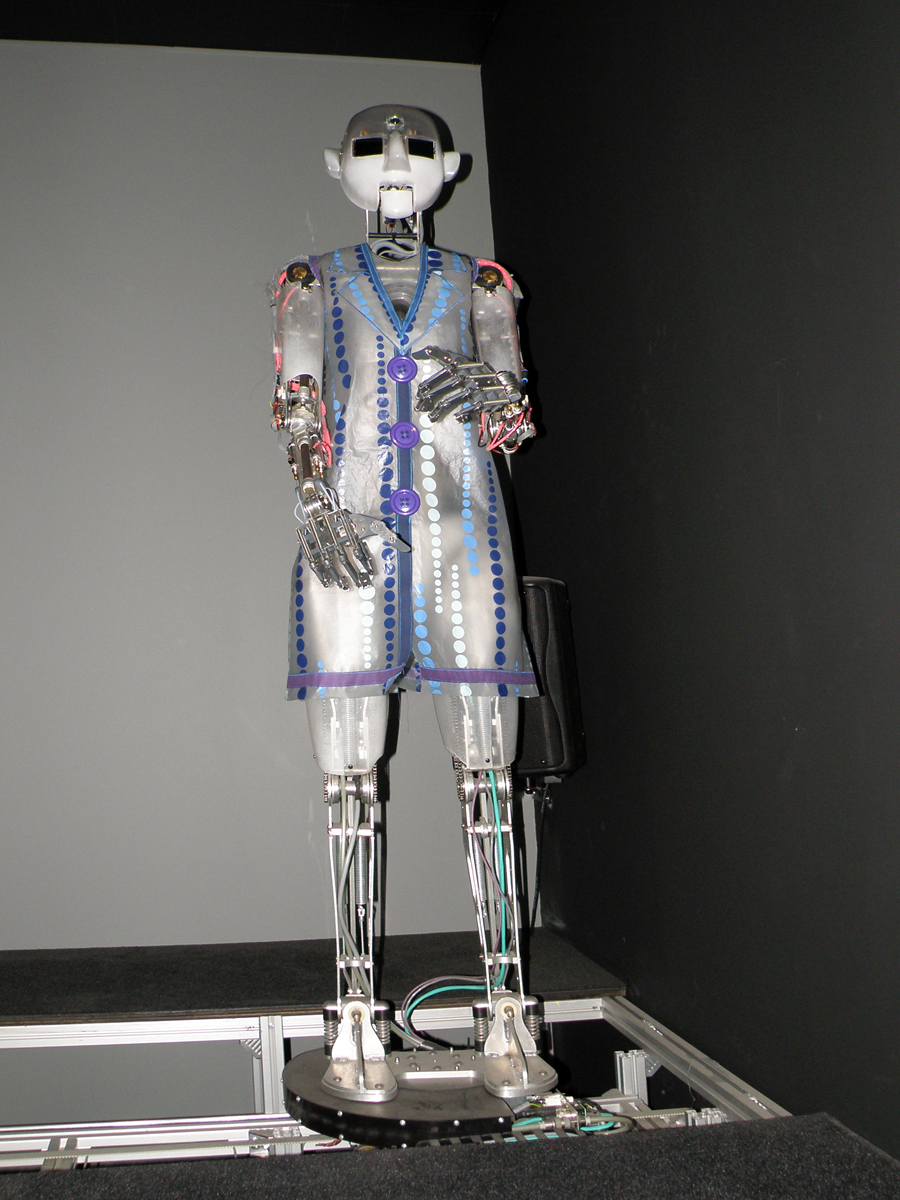
ロボットシアター

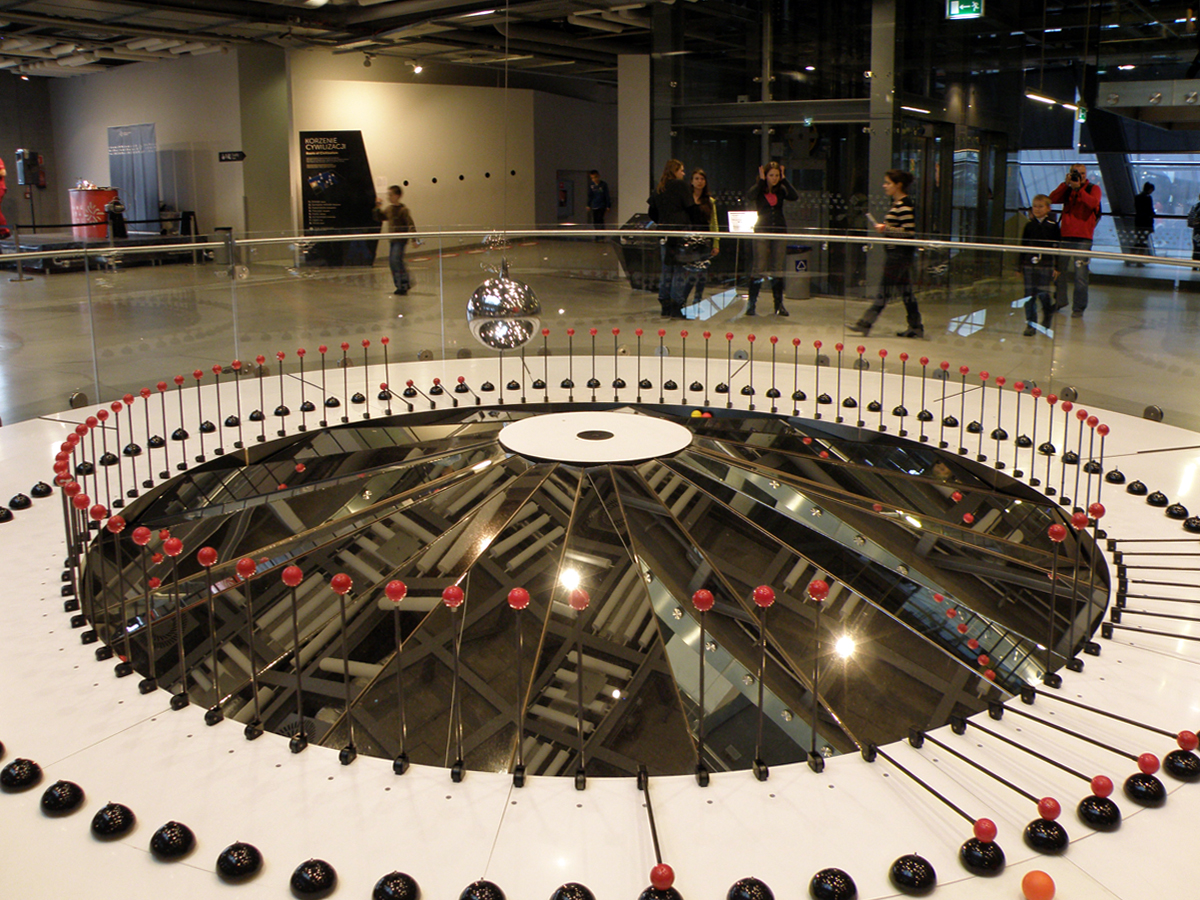
フーコーの振り子

コペルニクス科学センター (Copernicus Science Centre, ポーランド語: Centrum Nauki Kopernik) は、ポーランド、ワルシャワのヴィスワ川の辺にある科学館。来館者が自分で実験を行ったり、科学の法則を発見したりできる450を超える体験型展示によって構成されている。科学センターは、ポーランド最大の科学展示施設であり、ヨーロッパにおいても最新のものの1つである。2012年9月25日、センターは200万人目の来館者を迎えた。
2010年11月5日に、最初の建物となる、若者を対象にした5つのギャラリー（変化のなかで、人間と環境、起源と文明、ライトゾーン、Bzzz!）がオープンした。また、「RE: ジェネレーション」は、2011年3月3日にオープン、6月19日にはプラネタリウム、ザ・ヘヴンズ・オブ・コペルニクスが、7月15日にはディスカバリーパークが、10月18日には化学実験室が、11月15日には生物実験室が、12月6日にはロボットワークショップが、12月20日には物理実験室が続いてオープンした。
2008年から、コペルニクス科学センターは、ポーランド・ラジオと共にサイエンス・ピクニックを設立。これは、ヨーロッパ最大の屋外科学イベントである。2011年には、世界の科学博物館にとって重要な行事の1つである、ヨーロッパ・科学館ネットワーク (ECSITE) の会議が開催された。

## 沿革
- 2004年初旬 - ワルシャワ市長のレフ・カチンスキが科学センターチームに任命され、プロジェクトの活動を開始させた。
- 2005年6月 - コペルニクス科学センター設立協定
- 2005年12月 - センター建設のための国際建築コンペで、ルダ・シロンスカの建築デザイン会社、RAr-2が選考された。
- 2006年6月 - 「エクスペリメント!」と題された移動展示が登場。
- 2006年11月 - 変化のなかで、人間と環境、の2つのギャラリーの常設展示におけるデザインや制作の契約が結ばれる。
- 2007年12月 – 常設展示、起源と文明におけるデザインや制作の契約が結ばれる。
- 2008年7月 - コペルニクス科学センターの建設協定がWarbud S.A.と結ばれ、建設が開始される。
- 2008年10月 – 常設展示、ライトゾーンにおけるデザインや制作の契約が結ばれる。
- 2008年11月 – 常設展示、ユース・ギャラリーにおけるデザインや制作の契約が結ばれる。
- 2010年11月5日 - 最初の建物や常設展示の大部分が一般に向けてオープン。
- 2010年12月6日 - ロボットシアターが初公演。
- 2011年1月31日 - プラネタリウムの名称（ザ・ヘヴンズ・オブ・コペルニクス）及びロゴ決定。
- 2011年3月3日 - RE: ジェネレーション（若者向けのギャラリー）が一般公開。
- 2011年6月19日 - プラネタリウム、ザ・ヘヴンズ・オブ・コペルニクスが一般公開。
- 2011年7月15日 - ディスカバリーパークが一般公開。
- 2011年10月18日 - 化学実験室が一般公開。
- 2011年11月15日 - 生物実験室が一般公開。
- 2011年12月6日 - ロボットワークショップが一般公開。
- 2011年12月20日 - 物理実験室が一般公開。

## 建設
コペルニクス科学センターは、ワルシャワの中心にあるヴィスワ川の辺（Wybrzeże KościuszkowskieとZajęcza通りの角、Wisłostradaトンネルの上）に建設された。建物のデザインは、2005年12月、科学センター施設の建築コンペにて選ばれたRAr-2の若いポーランド人建築家、Ruda Śląskaが、Buro Happoldと共に担当した。
センターの構造:
- 常設展示と特別展示、実験室、ワークショップ、会議センター、カフェ及びレストラン、さらにオフィススペースや屋上庭園を含めた15,000㎡の総床面積を持つ2階建ての建物。
- 地下階にあるガレージとワークショップ
- 観測デッキを含む、削られた岩のようなおもしろい形状をした地下階のプラネタリウム
- 屋外実験所、屋外アートギャラリー、円形劇場を含む、地下階のディスカバリーパーク

## 常設展示
コペルニクス科学センターの常設展示は、400以上の体験型展示から構成される。展示は、様々な学問の領域によって6つのセクションに分けられている:
- 変化のなかで
- 人間と環境
- Buzzz! - 未就学児向けのギャラリー
- ライトゾーン
- 起源と文明
- RE: ジェネレーション - 若者向けのギャラリー

## プラネタリウム「ザ・ヘヴンズ・オブ・コペルニクス」
ザ・ヘヴンズ・オブ・コペルニクスは、近代的なプラネタリウムであり、ここでは単なる星空やそれに関連した映像以上のものを見ることができる。天文学、自然科学、民俗学など、ショーは様々な一般的な科学的問題に関するものである。
ショーは、全席の観客を囲む球形のスクリーンに映し出される。この手法のおかげで、観客は映し出された世界に入り込むことができ、さらにドーム中で高音質のサウンドシステムも備わっている。

## センター外展示活動「エクスペリメント!」
「エクスペリメント!」は、コペルニクス科学センターが設立した最初の展示である。2006年6月に、ワルシャワでサイエンス・ピクニックとして登場し、1日で10,000人以上の人が押し寄せた。2006年9月から、大都市や小さな町をまわり、現地の住民に自分自身の手で実験を行う機会をつくっている。
また、コペルニクス科学センターは、「ファミリー・ワークショップ」も設立した。これは、5〜8歳の子供が親と一緒に実験（例えば、コンセントを流れる電気はどこから来るのか、どのようにしてテレビは動くのか、どうしてイースト菌がパン生地を膨らませるのか、など）を行い、より現象について理解を深めるのを手助けする活動である。子供たちが家でも簡単に実験をやり直すことができるように考えられている。
他にも、「サマー・イン・ザ・シティ」や「ウィンター・イン・ザ・シティ」、「サイエンス・フェスティバル」、「サマー・ウィズ・ラジオ」など、センターは科学を広めるための様々なイベントに参加している。教師向けにも、トレーニングやコンテストを行っている。

## 外部支援
コペルニクス科学センターは、ワルシャワ市や科学高等教育大臣文化施設、教育大臣によって文化施設として資金援助を受けている。